# کارسون ریور ولی، واشینگتن
کارسون ریور ولی (به انگلیسی: Carson River Valley) یک منطقهٔ مسکونی در ایالات متحده آمریکا است که در شهرستان اسکمنیا، واشینگتن واقع شده‌است. کارسون ریور ولی ۱۲٫۲ کیلومتر مربع مساحت و ۲٬۱۱۶ نفر جمعیت دارد.